# Hakor
Hakor, auch Hakoris, Akoris, Achoris war der dritte altägyptische Pharao (König) der 29. Dynastie. Er regierte von 391 bis 379 v. Chr. und war der bedeutendste Herrscher der 29. Dynastie. Während seiner Herrschaft spielte Ägypten eine besondere politische Rolle im Ostmittelmeerraum. Er trug seit seinem dritten Regierungsjahr das Epitheton „Wiederholer der Erscheinung“ (wehem-cha), der sich auf seine zweimalige Krönung bezog.

## Herkunft
Hakor war vermutlich ein Sohn oder zumindest Verwandter von Nepherites I., nach dessen Tod er 392 v. Chr. den Thron bestieg und im April desselben Jahres auch in Memphis anerkannt wurde. Nach H. de Meulenaere war er dagegen ein Usurpator zwischen Nepherites I. und Nektanebos I. Er wurde aber durch Setechirdis, dem Herrscher der Oase Siwa, anerkannt, der selber den Titel „König von Ober- und Unterägypten“ trug.

## Herrschaft
Hakor strebte die Unabhängigkeit Ägyptens an und betrieb eine antipersische Politik. Er heuerte ein Söldnerheer an, das von dem Athener Chabrias geführt wurde (für den die ersten ägyptischen Münzen geprägt werden) und ließ eine Kriegsflotte aufbauen. Er schloss Verträge mit Euagoras I. von Salamis – dem exilierten Herrscher von Zypern –, der Verträge mit den griechischen Städten Kleinasiens und den Barkäern schloss und gute Beziehungen zu den Pisidern hatte. Schon 389 v. Chr. wurde ein Bündnis mit Athen geschlossen.
386 v. Chr. kam es zu einem Rückschlag, als Euagoras Zypern zurückgewinnen konnte und am Ende des Korinthischen Krieges einen Königsfrieden zwischen Griechen und Persern schloss. Persien konnte damit zwar Hakor und Euagoras isolieren, doch der Versuch der Wiedereroberung Ägyptens durch die Perser misslang. Vielleicht konnte Hakor sogar nach Asien vorstoßen. Euagoras eroberte Tyros, Sidon und vielleicht auch Dor und fasste in Kilikien Fuß. Eine Wende trat 381 v. Chr. durch den persischen Vorstoß gegen Euagoras ein; kurz vor dem Fall Zyperns 380 v. Chr. starb Hakor. Er hinterließ einen Sohn, Nepherites II. der aber durch Denkmäler nicht belegt ist.